# Les Milles

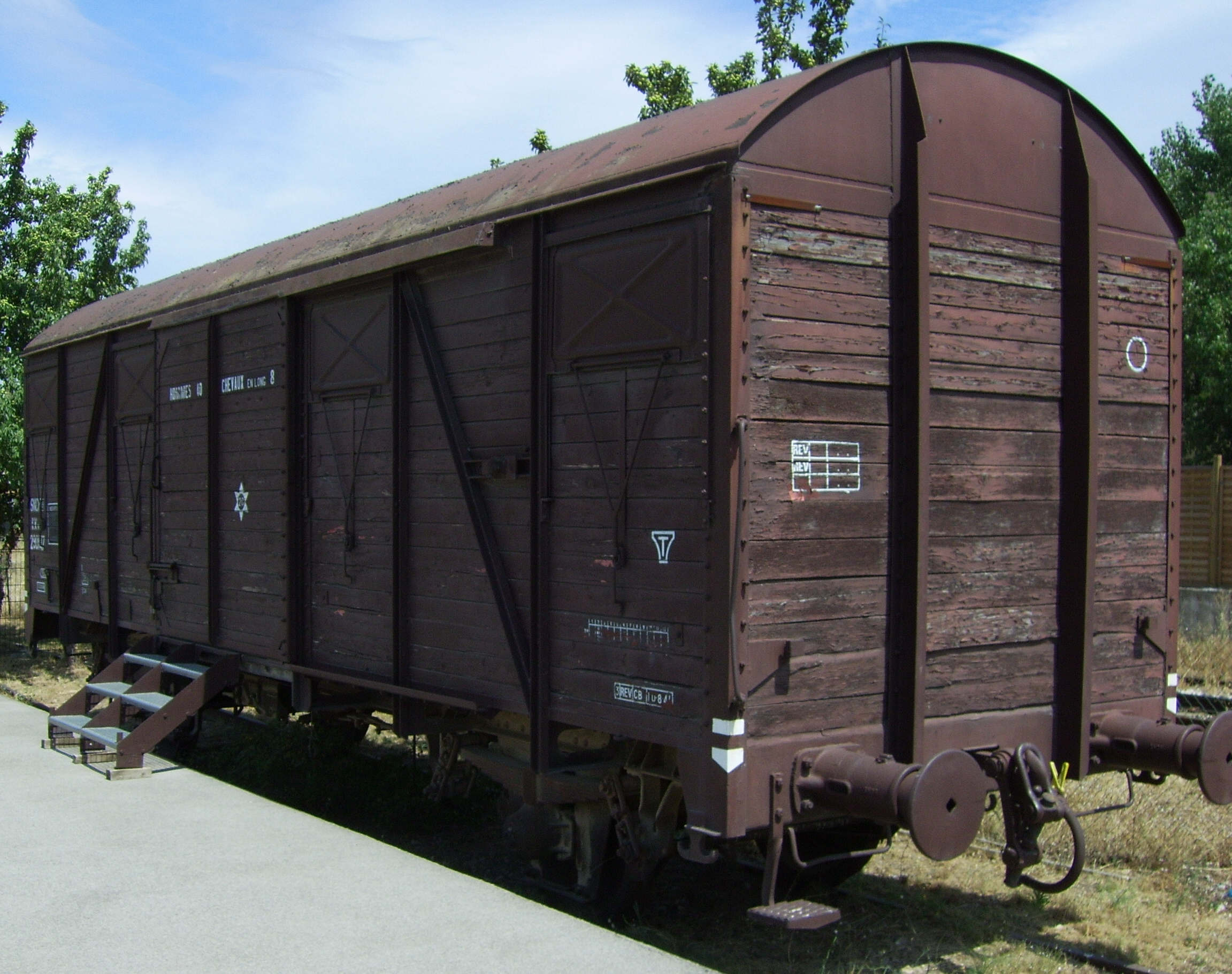
Viehwaggon an der Gedenkstätte Les Milles

Les Milles ist ein Ort im Stadtgebiet von Aix-en-Provence in Frankreich. Bekanntheit erlangte er durch das Internierungslager Camp des Milles, das nach Beginn des Zweiten Weltkriegs im Spätsommer 1939 von den Franzosen für „Étrangers indésirables“ (unerwünschte Ausländer) angelegt und unter dem Vichy-Regime als Deportationslager für Juden genutzt wurde.

## Lage
Der Ort liegt mit einer durchschnittlichen Höhe von 120 m in einer Ebene zwischen rund 180 m hohen Hügeln im Norden und Süden am Fluss Arc. Er befindet sich circa 3 km südwestlich der Innenstadt von Aix-en-Provence und besteht neben seinem Kern aus den Vierteln Monclar, Saint-Joseph und La Badesse.

## Geschichte

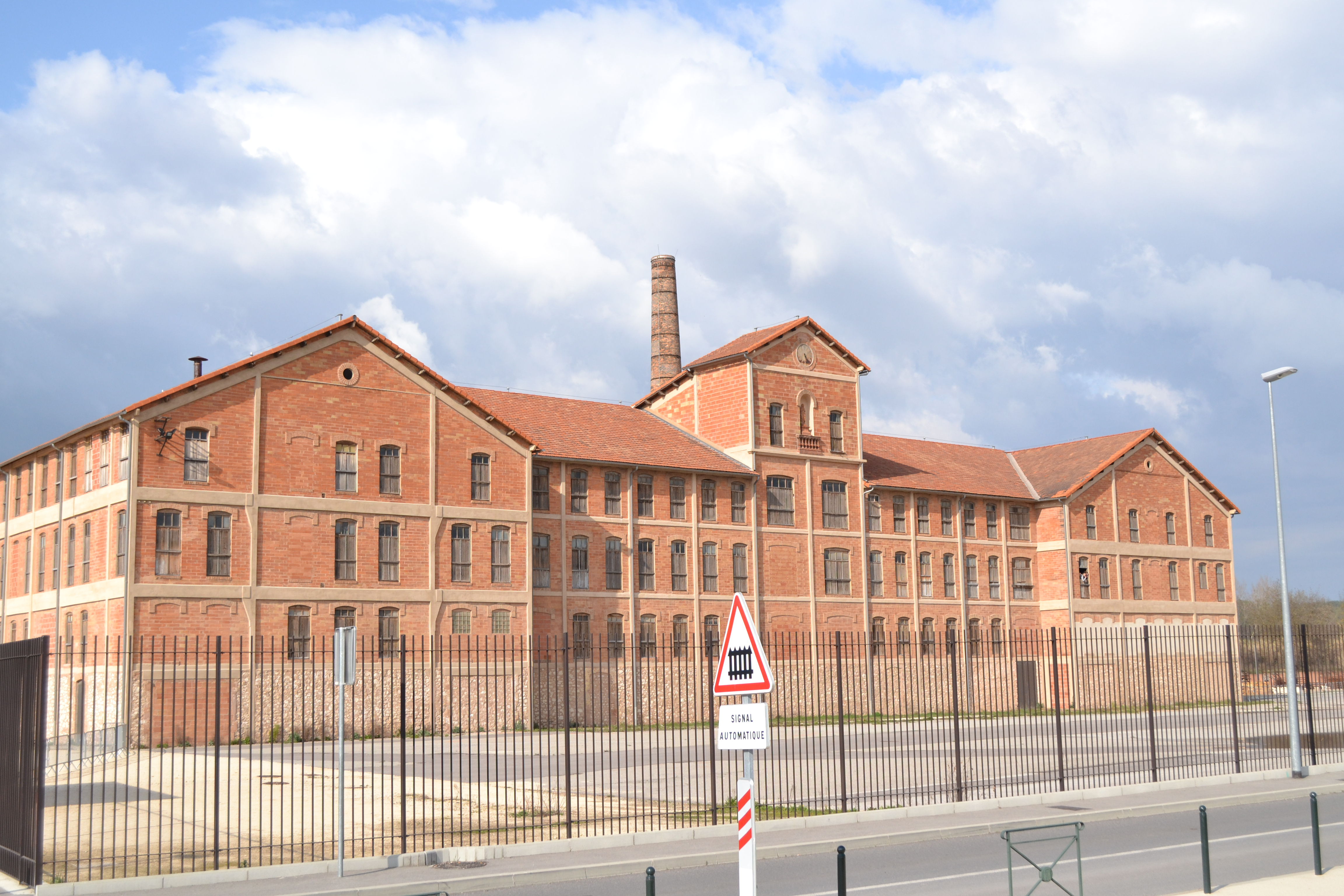
Ehemalige Ziegelei, später Camp des Milles

In der beschlagnahmten Ziegelei der Société des Tuileries de la Méditerranée nahe dem Bahnhof von Les Milles wurde bald nach Kriegsbeginn das Internierungslager eingerichtet. Dort wurden ab dem 9. September 1939 zunächst deutsche, österreichische und osteuropäische Juden und Intellektuelle, die vor den Regimes Hitlers oder Stalins geflohen waren, inhaftiert. Nach dem Waffenstillstand von Compiègne brachte die Regierung Philippe Pétains willfährig dort Juden unter, von denen mehr als 2000, darunter zahlreiche Kinder, über das Sammellager Drancy bei Paris in das Vernichtungslager Auschwitz geschafft wurden.
Nach der Besetzung der vormaligen „Freien Zone“ durch die deutsche Wehrmacht unterhielt die Kriegsmarine von September 1943 bis August 1944 in Les Milles ein  Marinelazarett. Nach dem Kriegsende nutzte die US-Armee das Gelände als Materiallager. 1946 wurde die Fabrik den Eigentümern zurückgegeben und die Produktion von Ziegelsteinen und Dachziegeln wieder aufgenommen. Im Jahr 2012 wurde das Gelände als Gedenkort gestaltet.

## Verkehr

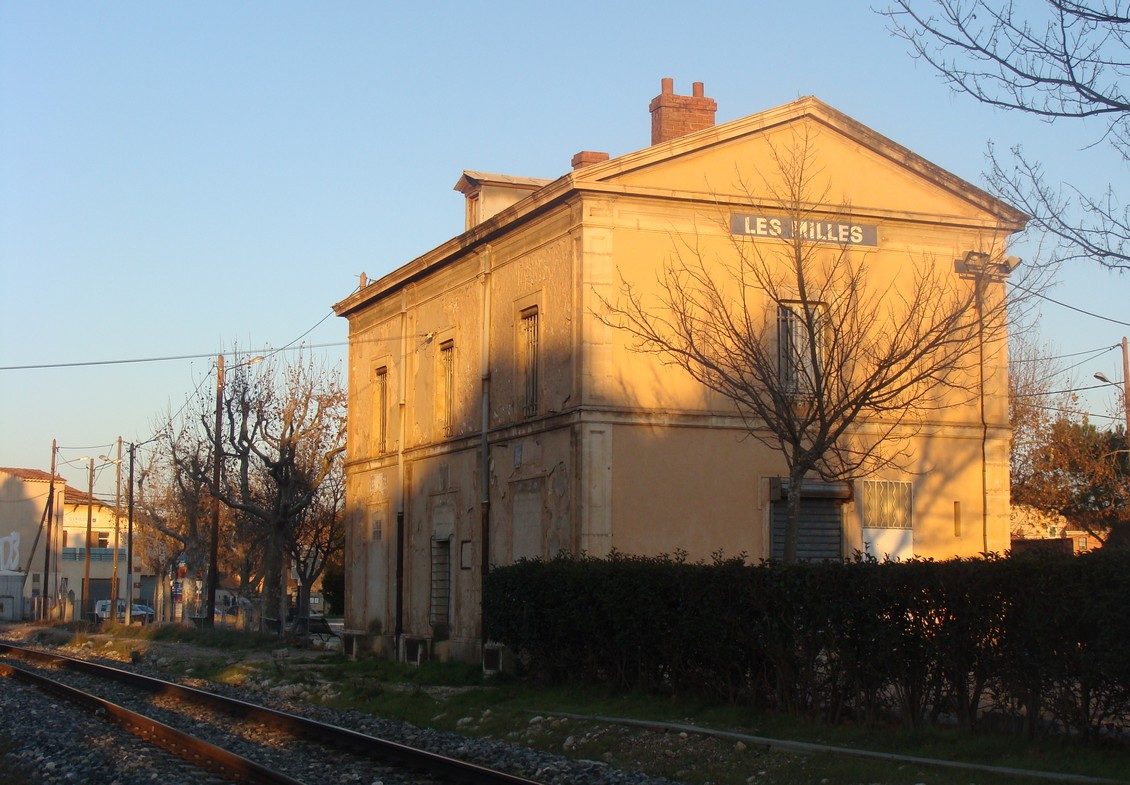
Ehemaliges Empfangsgebäude des Bahnhofs

Les Milles wird von der Departementsstraße D 9 tangiert, die östlich des Orts eine Anschlussstelle zur Autobahn A 51 hat.
Der Bahnhof Les Milles, an der Bahnstrecke Rognac–Aix-en-Provence gelegen und zeitgleich mit jener im Jahr 1856 durch die Compagnie du chemin de fer de Lyon à la Méditerranée eröffnet, wurde am 18. April 1939 für den Personenverkehr geschlossen. Von dort aus wurden im August und September 1942 mehr als 2000 jüdische Männer, Frauen und Kinder in Viehwaggons abtransportiert.